# Andrew Gross (écrivain)
Pour les articles homonymes, voir Andrew Gross.
Andrew Gross (né le 18 mai 1952 et mort le 9 avril 2025 à Purchase (New York)) est un auteur américain de romans à suspense, dont quatre best-sellers du New York Times. Il est surtout connu pour ses collaborations avec l'écrivain à suspense James Patterson. Les livres de Gross présentent des liens familiaux étroits, des relations caractérisées par la perte ou la trahison, et un degré élevé de résonance émotionnelle qui conduit généralement à des crimes et à des dissimulations plus larges. Les livres ont tous été publiés par William Morrow, une empreinte d'HarperCollins.

## Biographie

### Jeunesse
Andrew Gross est né le 18 mai 1952, à Manhattan. Son père et son grand-père maternel étaient tous deux des fabricants de vêtements prospères ; ils dirigeaient les sociétés Leslie Fay, du nom de sa mère.
Andrew Gross a obtenu un diplôme en anglais du Middlebury College en 1974,. En 1979, il a rencontré sa femme, Lynn, lors d'un rendez-vous à l'aveugle à New York, et ils se sont mariés trois ans plus tard. En 1982, il a obtenu une maîtrise en politique commerciale de l'université de Columbia.

### Carrière
En 2006, Andrew Gross a quitté Patterson et a poursuivi une carrière d'écrivain en solo. En 2007, The Blue Zone a fait ses débuts sur la New York Times Best Seller list aux États-Unis. Un an plus tard, il y a The Dark Tide (2008), que l'International Thriller Writers Association a nommé « thriller de l'année ». The Dark Tide mettait en vedette le détective fictif Ty Hauck de Greenwich, qui est devenu le personnage principal des best-sellers basés sur la corruption et le complot politique de Gross Don't Look Twice and Reckless.
En janvier 2014, Andrew a décidé de ramener Ty Hauck et a commencé à écrire One Mile Under en 2015. Il l'a suivi avec The One Man, un thriller de la Seconde Guerre mondiale, en 2016. Kirkus considère le livre comme « le meilleur travail de Gross à ce jour. »
Button Man est un roman de 2018 sur la corruption publique, l'extorsion et le racket du travail menaçant l'industrie du vêtement à New York dans les années 1930. Le roman est en partie basé sur la vie du grand-père maternel de Andrew Gross, Fred P. Pomerantz (1901-1986), un fabricant de vêtements qui a tenu tête à des gangsters tels que Lepke Buchalter, Jacob Shapiro et Emanuel Weiss.

### Carrière commerciale
Après un passage de deux ans à Denver, où il a travaillé comme acheteur de vêtements, il a ouvert un pilote de restauration rapide de ragoût et de soupe nommé Ebeneezer's. Il est finalement retourné travailler pour l'entreprise de vêtements publique de sa famille, les Leslie Fay Companies.
En 1984, Andrew Gross a repris Head NV Sportswear, la branche en difficulté de la marque emblématique de ski et de tennis, et en 1989, l'avait repositionnée dans le premier producteur haut de gamme de vêtements de tennis et de ski aux États-Unis et une marque florissante en Europe comme bien, avant de partir pour un rôle plus important chez Leslie Fay (qui avait alors près d'un milliard de dollars de ventes annuelles et était cotée à New York Stock Exchange). Comme le décrit Andrew Gross, « parfois, la chose la plus difficile à faire dans une entreprise familiale, c'est qu'elle est remplie de sa propre famille », et en 1991, il est parti pour poursuivre ses propres opportunités chez Le Coq sportif, une marque boutique de tennis/golf, et Sun Ice, Inc., un fabricant canadien de vêtements de ski, ce dernier, « se terminant mal et brusquement », comme le dit Andrew Gross, « et accélérant ma carrière d'écrivain. »

### Débuts dans l’édition
Andrew Gross a suivi le programme Writers à l'université de l'Iowa. Il a mis trois ans pour terminer une ébauche de son premier livre, Hydra (1998), un thriller politique. Il se souvient : « Après des dizaines de refus d'agents et finalement d'éditeurs, ne sachant pas quelle était ma prochaine étape dans la vie, et assis autour de mon bureau, me demandant de quelle falaise j'allais conduire notre SUV, j'ai reçu un appel téléphonique de quelqu'un qui a demandé : « Pouvez-vous prendre un appel de James Patterson ? » » Andrew Gross a rencontré James Patterson et a discuté des premiers concepts de ce qui est finalement devenu la série Women's Murder Club. James Patterson a expliqué que le chef de sa maison d'édition lui avait transmis le manuscrit non publié de Gross avec les mots rayés sur la couverture : « Ce type fait bien les femmes ! » Patterson et Gross ont formé un partenariat en moins d'une semaine.
Andrew Gross a travaillé avec James Patterson sur plusieurs livres de cette série, dont 2nd Chance et 3rd Degree, qui sont tous deux allés au numéro un Judge and Jury.

### Collaborative
- The Jester (2003)
- 2nd Chance (2003)
- 3rd Degree (2004)
- Judge and Jury (2006)

### Solo
- The Blue Zone (2007)  (ISBN 978-0-06-114340-3)
- Eyes Wide Open (juillet 2011)  (ISBN 978-0-06-165596-8)
- 15 Seconds (avril 2011)  (ISBN 978-0-06-165597-5)
- No Way Back (avril 2013)  (ISBN 978-0-06-165598-2)
- Everything to Lose (mars 2014)  (ISBN 978-0-06-165600-2)
- The One Man (août 2016)  (ISBN 978-1-250-07950-3)
- The Saboteur (août 2017)  (ISBN 978-1-250-07951-0)
- Button Man/The Last Brother (septembre 2018)  (ISBN 978-1-250-17998-2)
- The Fifth Column (septembre 2019)  (ISBN 978-1-250-18000-1)